# 天野良晴
天野 良晴（あまの よしはる、1943年〈昭和18年〉8月16日 - ）は、神奈川県出身の元陸上自衛官。父は元統合幕僚会議議長の天野良英。

## 略歴
1966年（昭和41年）3月、防衛大学校本科第10期を卒業し、陸上自衛隊に入隊。第14普通科連隊長、陸上幕僚監部人事部長、第12師団長、陸上幕僚副長等を歴任し、西部方面総監に就任。次代の陸上幕僚長昇格が有力視されていたが、天野が陸上幕僚監部人事部長在任時に発生した東富士演習場違法射撃事件に伴う不適切な事故処理が発覚し、陸将初となる停職処分を受け辞任した（陸上幕僚長には同期の中谷正寛が就任）。

## 年譜
- 1966年（昭和41年）3月： 防衛大学校本科第10期（首席）卒業、陸上自衛隊入隊（1等陸曹）
- 1977年（昭和52年）7月：3等陸佐
- 1981年（昭和56年）1月：2等陸佐
- 1985年（昭和60年）7月：1等陸佐に昇任
- 1986年（昭和61年）8月：北部方面総監部防衛部防衛課長
- 1988年（昭和63年）4月1日：第14普通科連隊長 兼 金沢駐屯地司令
- 1990年（平成02年）3月16日：陸上幕僚監部装備部装備計画課長
- 1991年（平成03年）7月1日：陸将補に昇任、陸上幕僚監部装備部副部長
- 1992年（平成04年）6月16日：北部方面総監部幕僚副長
- 1994年（平成06年）7月1日：陸上幕僚監部人事部長
- 1996年（平成08年）7月1日：陸将に昇任、第20代 第12師団長に就任
- 1997年（平成09年）7月1日：第36代 陸上幕僚副長に就任
- 1998年（平成10年）7月1日：第26代 西部方面総監に就任
- 2000年（平成12年）4月27日：懲戒処分（停職20日）の宣告を受け[4]翌28日、西部方面総監を辞任（退職）